# Cúp bóng đá châu Á 2011 (Bảng B)
Dưới đây là thông tin chi tiết về các trận đấu trong khuôn khổ bảng B - Cúp bóng đá châu Á 2011, là một trong bốn bảng đấu thuộc AFC Asian Cup 2011. Trận đầu tiên của bảng diễn ra vào ngày 9 tháng 1 năm 2007, và hai trận đấu cuối cùng được đá vào ngày 17 tháng 1. Bảng đấu gồm có bốn đội Ả Rập Saudi, Nhật Bản, Jordan và Syria.
| Đội         | Số trận | Thắng | Hoà | Thua | Bàn thắng | Bàn thua | Hiệu số | Điểm |
| ----------- | ------- | ----- | --- | ---- | --------- | -------- | ------- | ---- |
| Nhật Bản    | 3       | 2     | 1   | 0    | 8         | 2        | +6      | 7    |
| Jordan      | 3       | 2     | 1   | 0    | 4         | 2        | +2      | 7    |
| Syria       | 3       | 1     | 0   | 2    | 4         | 5        | −1      | 3    |
| Ả Rập Xê Út | 3       | 0     | 0   | 3    | 1         | 8        | −7      | 0    |

Giờ thi đấu tính theo giờ địa phương (UTC +3)

## Nhật Bản v Jordan
| Nhật Bản      | 1-1      | Jordan           |
| ------------- | -------- | ---------------- |
| Yoshida 90+2' | Chi tiết | Abdel Fattah 44' |

| Nhật Bản | Jordan |

| GK                      | 1  | Kawashima Eiji    |  |     |
| RB                      | 22 | Yoshida Maya      |  |     |
| CB                      | 4  | Konno Yasuyuki    |  |     |
| CB                      | 5  | Nagatomo Yuto     |  |     |
| LB                      | 6  | Uchida Atsuto     |  |     |
| CM                      | 7  | Endō Yasuhito     |  |     |
| CM                      | 17 | Hasebe Makoto (c) |  |     |
| AM                      | 18 | Honda Keisuke     |  | 90' |
| RW                      | 8  | Matsui Daisuke    |  | 58' |
| LW                      | 10 | Kagawa Shinji     |  |     |
| CF                      | 11 | Maeda Ryoichi     |  | 46' |
| Vào thay người:         |    |                   |  |     |
| FW                      | 19 | Tadanari Lee      |  | 46' |
| FW                      | 9  | Okazaki Shinji    |  | 58' |
| MF                      | 14 | Fujimoto Jungo    |  | 90' |
| Huấn luyện viên trưởng: |    |                   |  |     |
| Alberto Zaccheroni      |    |                   |  |     |

| GK                      | 1  | Amer Shafi             |     |     |
| RB                      | 3  | Suleiman Salman        |     |     |
| CB                      | 8  | Bashar Bani Yaseen (c) |     |     |
| CB                      | 17 | Hatem Aqel             | 34' | 80' |
| LB                      | 16 | Basem Fatahi           |     |     |
| CM                      | 4  | Baha'a Abdul-Rahman    |     |     |
| CM                      | 15 | Shadi Abu Hashhash     |     |     |
| CM                      | 18 | Hassan Abdel Fattah    | 54' |     |
| RW                      | 7  | Amer Deeb              |     |     |
| LW                      | 9  | Odai Al-Saify          |     |     |
| CF                      | 14 | Abdullah Deeb          |     | 72' |
| Vào thay người:         |    |                        |     |     |
| MF                      | 21 | Ahmad Abdulhalim       |     | 72' |
| DF                      | 5  | Mohammad Aldmeiri      |     | 80' |
| Huấn luyện viên trưởng: |    |                        |     |     |
| Adnan Hamad             |    |                        |     |     |

| Cầu thủ xuất sắc nhất trận: Amer Shafi (Jordan) Trợ lý trọng tài: Jeffrey Goh (Singapore) Haja Maidin (Singapore) Trọng tài bàn: Valentin Kovalenko (Uzbekistan) |

## Ả Rập Saudi v Syria
| Ả Rập Xê Út   | 1-2      | Syria                  |
| ------------- | -------- | ---------------------- |
| Al-Jassim 60' | Chi tiết | A. Al Hussain 38', 63' |

| Ả Rập Saudi | Syria |

| GK                      | 1  | Waleed Abdullah       |     |     |
| RB                      | 2  | Abdullah Shuhail      |     |     |
| CB                      | 3  | Osama Hawsawi         |     |     |
| CB                      | 14 | Saud Khariri          |     |     |
| LB                      | 5  | Osama Al-Muwallad     |     |     |
| CM                      | 15 | Abdoh Otaif           |     | 46' |
| CM                      | 8  | Manaf Abushgeer       |     | 67' |
| RW                      | 6  | Ahmed Otaif           | 15' |     |
| LW                      | 12 | Mishal Al-Said        | 87' |     |
| CF                      | 11 | Nasser Al-Shamrani    |     | 56' |
| CF                      | 20 | Yasser Al-Qahtani (c) |     |     |
| Vào thay người:         |    |                       |     |     |
| MF                      | 17 | Taisir Al-Jassim      |     | 46' |
| FW                      | 9  | Naif Hazazi           |     | 56' |
| FW                      | 18 | Nawaf Al Abed         |     | 67' |
| Huấn luyện viên trưởng: |    |                       |     |     |
| Jose Peseiro            |    |                       |     |     |

| GK                      | 1  | Mosab Balhous (c)     |     |     |
| RB                      | 2  | Belal Abduldaim       | 86' |     |
| CB                      | 3  | Ali Diab              |     |     |
| CB                      | 17 | Abdulkader Dakka      |     |     |
| LB                      | 13 | Nadim Sabagh          |     |     |
| DM                      | 7  | Abdelrazaq Al Hussain | 90' |     |
| DM                      | 5  | Feras Esmaeel         |     |     |
| AM                      | 19 | Senharib Malki        |     | 66' |
| RW                      | 6  | Jehad Al Hussain      | 21' | 77' |
| LW                      | 14 | Wael Ayan             |     | 83' |
| CF                      | 12 | Mohamed Al Zeno       |     |     |
| Vào thay người:         |    |                       |     |     |
| MF                      | 11 | Adel Abdullah         |     | 66' |
| MF                      | 9  | Qusay Habib           |     | 77' |
| MF                      | 23 | Samer Awad            |     | 83' |
| Huấn luyện viên trưởng: |    |                       |     |     |
| Valeriu Tiţa            |    |                       |     |     |

| Cầu thủ xuất sắc nhất trận: A. Al Hussain (Syria) Trợ lý trọng tài: Jeong Hae-San (Hàn Quốc) Jang Jun-Mo (Hàn Quốc) Trọng tài bàn: Abdullah Balideh (Qatar) |

## Jordan - Ả Rập Saudi
| Jordan           | 1-0      | Ả Rập Xê Út |
| ---------------- | -------- | ----------- |
| Abdul-Rahman 45' | Chi tiết |             |

| Jordan | Ả Rập Saudi |

| GK                      | 1  | Amer Shafia (c)     |     |     |
| RB                      | 3  | Suleiman Salman     |     |     |
| CB                      | 8  | Bashar Bani Yaseen  |     |     |
| CB                      | 2  | Mohammad Muneer     |     |     |
| LB                      | 16 | Basem Fat'hi        | 74' |     |
| CM                      | 4  | Baha'a Abdul-Rahman |     |     |
| CM                      | 15 | Shadi Abu Hash'hash |     |     |
| RW                      | 7  | Amer Deeb           | 66' | 90' |
| LW                      | 9  | Odai Al-Saify       | 4'  |     |
| CF                      | 14 | Abdullah Deeb       |     | 69' |
| CF                      | 18 | Hassan Abdel Fattah |     | 83' |
| Vào thay người:         |    |                     |     |     |
| FW                      | 10 | Mo'ayyad Abu Keshek | 85' | 69' |
| MF                      | 21 | Ahmed Abdul-Haleem  |     | 83' |
| FW                      | 23 | Anas Hajjeh         |     | 90' |
| Huấn luyện viên trưởng: |    |                     |     |     |
| Adnan Hamad             |    |                     |     |     |

| Ả RẬP SAUDI:            |    |                       |     |     |
|                         |    |                       |     |     |
| GK                      | 1  | Waleed Abdullah       |     |     |
| RB                      | 2  | Abdullah Shuhail      |     | 87' |
| CB                      | 3  | Osama Hawsawi         |     |     |
| CB                      | 5  | Osama Al-Muwallad     | 63' |     |
| LB                      | 7  | Kamel Al-Mousa        |     |     |
| CM                      | 14 | Saud Khariri          |     |     |
| CM                      | 17 | Taisir Al-Jassim      |     |     |
| RW                      | 15 | Abdoh Otaif           |     | 46' |
| LW                      | 10 | Mohammad Al-Shalhoub  |     | 65' |
| CF                      | 9  | Naif Hazazi           |     |     |
| CF                      | 20 | Yasser Al-Qahtani (c) |     |     |
| Vào thay người:         |    |                       |     |     |
| FW                      | 11 | Nasser Al-Shamrani    |     | 46' |
| FW                      | 18 | Nawaf Al Abed         |     | 65' |
| MF                      | 16 | Abdullaziz Al-Dosari  |     | 87' |
| Huấn luyện viên trưởng: |    |                       |     |     |
| Nasser Al-Johar         |    |                       |     |     |

| Cầu thủ xuất sắc nhất trận: Hassan Abdel Fattah (Jordan) Trợ lý trọng tài: Saleh Al Marzouqi (UAE) Yaser Marad (Kuwait) Trọng tài bàn: Ben Williams (Úc) |

## Syria v Nhật Bản
| Syria                    | 1-2      | Nhật Bản                          |
| ------------------------ | -------- | --------------------------------- |
| Al-Khatib 76' (phạt đền) | Chi tiết | Hasebe 35' · Honda 82' (phạt đền) |

| Syria | Nhật Bản |

| GK                      | 1  | Mosab Balhous (c)     |             |     |
| RB                      | 2  | Belal Abduldaim       |             |     |
| CB                      | 3  | Ali Diab              | [ note 1 ]  |     |
| CB                      | 17 | Abdulkader Dakka      | 61'         |     |
| LB                      | 13 | Nadim Sabagh          | 90+4' 90+5' |     |
| CM                      | 7  | Abdelrazaq Al Hussain |             |     |
| CM                      | 5  | Feras Esmaeel         |             |     |
| AM                      | 23 | Samer Awad            | 22'         | 46' |
| RW                      | 6  | Jehad Al Hussain      |             | 77' |
| LW                      | 14 | Wael Ayan             |             |     |
| CF                      | 12 | Mohamed Al Zeno       |             | 64' |
| Vào thay người:         |    |                       |             |     |
| FW                      | 10 | Firas Al Khatib       |             | 46' |
| FW                      | 19 | Senharib Malki        |             | 64' |
| FW                      | 18 | Abdul Fattah Al Agha  | 90'         | 77' |
| Huấn luyện viên trưởng: |    |                       |             |     |
| Valeriu Tiţa            |    |                       |             |     |

| GK                      | 1  | Kawashima Eiji    | 72' |       |
| RB                      | 6  | Uchida Atsuto     | 53' |       |
| CB                      | 22 | Yoshida Maya      | 67' |       |
| CB                      | 4  | Konno Yasuyuki    |     |       |
| LB                      | 5  | Nagatomo Yuto     |     |       |
| CM                      | 7  | Endō Yasuhito     |     |       |
| CM                      | 17 | Hasebe Makoto (c) |     |       |
| AM                      | 18 | Honda Keisuke     |     |       |
| RW                      | 8  | Matsui Daisuke    | 10' | 90+2' |
| LW                      | 10 | Kagawa Shinji     |     | 65'   |
| CF                      | 11 | Maeda Ryoichi     |     | 75'   |
| Vào thay người:         |    |                   |     |       |
| FW                      | 9  | Okazaki Shinji    |     | 65'   |
| GK                      | 21 | Nishikawa Shusaku |     | 75'   |
| MF                      | 13 | Hosogai Hajime    |     | 90+2' |
| Huấn luyện viên trưởng: |    |                   |     |       |
| Alberto Zaccheroni      |    |                   |     |       |

| Cầu thủ xuất sắc nhất trận: Honda Keisuke (Nhật Bản) Trợ lý trọng tài: Hassan Kamranifar (Iran) Reza Sokhandan (Iran) Trọng tài bàn: Mohamed Benouza (Algérie) |

## Ả Rập Saudi v Nhật Bản
| Ả Rập Xê Út | 0-5      | Nhật Bản                              |
| ----------- | -------- | ------------------------------------- |
|             | Chi tiết | Okazaki 8', 13', 80' · Maeda 19', 51' |

| Ả Rập Saudi | Nhật Bản |

| GK                      | 1  | Waleed Abdullah       |     |     |
| RB                      | 2  | Abdullah Shuhail      |     |     |
| CB                      | 3  | Osama Hawsawi         |     |     |
| CB                      | 5  | Osama Al-Muwallad     |     |     |
| LB                      | 7  | Kamel Al-Mousa        | 67' |     |
| CM                      | 10 | Mohammad Al-Shalhoub  |     |     |
| CM                      | 17 | Taisir Al-Jassim      |     |     |
| RW                      | 15 | Abdoh Otaif           |     | 28' |
| LW                      | 6  | Ahmed Ateef           |     |     |
| CF                      | 9  | Naif Hazazi           |     | 46' |
| CF                      | 20 | Yasser Al-Qahtani (c) |     |     |
| Vào thay người:         |    |                       |     |     |
| MF                      | 8  | Manaf Aboshgair       |     | 28' |
| MF                      | 13 | Motaz Al Mosa         | 69' | 46' |
| Huấn luyện viên trưởng: |    |                       |     |     |
| Nasser Al-Johar         |    |                       |     |     |

| GK                      | 21 | Nishikawa Shusaku |    |     |
| RB                      | 6  | Uchida Atsuto     | 6' | 46' |
| CB                      | 22 | Yoshida Maya      |    | 63' |
| CB                      | 4  | Konno Yasuyuki    |    |     |
| LB                      | 5  | Nagatomo Yuto     |    |     |
| CM                      | 7  | Endō Yasuhito     |    | 87' |
| CM                      | 17 | Hasebe Makoto (c) |    |     |
| AM                      | 18 | Kashiwagi Yosuke  |    |     |
| RW                      | 9  | Okazaki Shinji    |    |     |
| LW                      | 10 | Kagawa Shinji     |    |     |
| CF                      | 11 | Maeda Ryoichi     |    |     |
| Vào thay người:         |    |                   |    |     |
| DF                      | 2  | Inoha Masahiko    |    | 46' |
| DF                      | 3  | Iwamasa Daiki     |    | 63' |
| MF                      | 15 | Honda Takuya      |    | 87' |
| Huấn luyện viên trưởng: |    |                   |    |     |
| Alberto Zaccheroni      |    |                   |    |     |

| Cầu thủ xuất sắc nhất trận: Okazaki Shinji (Nhật Bản) Trợ lý trọng tài: Abdukhamidullo Rasulov (Uzbekistan) Rafael Ilyasov (Uzbekistan) Trọng tài bàn: Subkhiddin Mohd Salleh (Malaysia) |

## Jordan v Syria
| Jordan                             | 2-1      | Syria       |
| ---------------------------------- | -------- | ----------- |
| Diab 30' (lưới nhà) · Al-Saify 59' | Chi tiết | Al Zeno 15' |

| Jordan | Syria |

| GK                      | 1  | Amer Shafia            |       |       |
| RB                      | 3  | Suleiman Salman        |       |       |
| CB                      | 8  | Bashar Bani Yaseen (c) |       |       |
| CB                      | 2  | Mohammad Muneer        |       |       |
| LB                      | 16 | Basem Fat'hi           | 45+1' |       |
| CM                      | 4  | Baha'a Abdul-Rahman    |       |       |
| CM                      | 15 | Shadi Abu Hash'hash    |       |       |
| RW                      | 7  | Amer Deeb              |       |       |
| LW                      | 9  | Odai Al-Saify          |       | 90+2' |
| CF                      | 14 | Abdullah Deeb          | 48'   | 62'   |
| CF                      | 18 | Hassan Abdel Fattah    |       | 88'   |
| Vào thay người:         |    |                        |       |       |
| FW                      | 10 | Mo'ayyad Abu Keshek    |       | 62'   |
| MF                      | 21 | Ahmed Abdul-Haleem     |       | 88'   |
| FW                      | 23 | Anas Hajjeh            |       | 90'   |
| Huấn luyện viên trưởng: |    |                        |       |       |
| Adnan Hamad             |    |                        |       |       |

| GK                      | 1  | Mosab Balhous (c)     | 53' |     |
| RB                      | 2  | Belal Abduldaim       | 47' | 78' |
| CB                      | 3  | Ali Diab              |     | 63' |
| CB                      | 17 | Abdulkader Dakka      |     |     |
| LB                      | 19 | Sanharib Malki        |     |     |
| DM                      | 7  | Abdelrazaq Al Hussain |     |     |
| DM                      | 5  | Feras Esmaeel         |     |     |
| AM                      | 23 | Samer Awad            |     | 63' |
| RW                      | 6  | Jehad Al Hussain      |     |     |
| LW                      | 14 | Wael Ayan             |     |     |
| CF                      | 12 | Mohamed Al Zeno       |     |     |
| Vào thay người:         |    |                       |     |     |
| MF                      | 10 | Firas Al Khatib       |     | 63' |
| MF                      | 20 | Louay Chanko          |     | 63' |
| MF                      | 9  | Qusay Habib           |     | 78' |
| Huấn luyện viên trưởng: |    |                       |     |     |
| Valeriu Tiţa            |    |                       |     |     |

| Cầu thủ xuất sắc nhất trận: Odai Al-Saify (Jordan) Trợ lý trọng tài: Mohammad Dharman (Qatar) Hassan Al Thawadi (Qatar) Trọng tài bàn: Abdullah Balideh (Qatar) |